# Hòa Long, Bà Rịa
Hòa Long là một xã thuộc thành phố Bà Rịa, tỉnh Bà Rịa – Vũng Tàu, Việt Nam.

## Địa lý
Xã Hòa Long nằm ở phía Đông Bắc thành phố Bà Rịa, có vị trí địa lý:
- Phía Đông giáp xã Long Phước
- Phía Tây giáp xã Tân Hưng và phường Phước Hưng
- Phía Nam giáp phường Long Tâm
- Phía Bắc giáp với xã Nghĩa Thành thuộc huyện Châu Đức.

Xã có diện tích đất tự nhiên là 14,94 km², dân số quy đổi vào năm 2019 là 20.888 người. Trong đó dân số thường trú trung bình là 17.827 người và dân số quy đổi là 3.061 người. Mật độ dân số đạt 1.193 người/km².

## Hành chính
Xã Hòa Long được chia thành 4 ấp: Bắc, Đông, Nam và Tây.

## Lịch sử
Sau năm 1975, xã Hòa Long thuộc huyện Châu Thành.
Ngày 2 tháng 6 năm 1994, Chính phủ ban hành Nghị định 45-CP. Theo đó:
- Chuyển toàn bộ 990 ha diện tích tự nhiên và 1.700 người của ấp Sông Cầu thuộc xã Hòa Long về xã Nghĩa Thành
- Chuyển xã Hòa Long về thị xã Bà Rịa mới thành lập
- Chuyển 200 ha diện tích tự nhiên của xã Hòa Long về phường Phước Hưng mới thành lập.

Sau khi điều chỉnh địa giới hành chính, xã Hòa Long còn lại 1.786 ha diện tích tự nhiên và 9.502 người.
Ngày 27 tháng 6 năm 2005, Chính phủ ban hành Nghị định 83/2005/NĐ-CP. Theo đó, điều chỉnh 308,50 ha diện tích tự nhiên và 308 người của xã Hòa Long về xã Tân Hưng mới thành lập.
Sau khi điều chỉnh địa giới hành chính, xã Hòa Long còn lại 1.510,85 ha diện tích tự nhiên và 10.949 người.